# 蒙贝特朗
蒙贝特朗（法語：Mont-Bertrand，法語發音：[mɔ̃ bɛʁtʁɑ̃] ⓘ）是法国卡尔瓦多斯省的一个旧市镇，属于维尔区。2016年，蒙贝特朗与临近的19个市镇合并为新市镇苏勒夫尔昂博卡日。

## 地理
蒙贝特朗（48°57'59"N, 0°55'0"W）面积6.33 平方千米，位于法国诺曼底大区卡爾瓦多斯省，该省份为法国西北部沿海省份，北濒大西洋英吉利海峡，东北与滨海塞纳省以海上边界相接，东临厄尔省，南至奧恩省，西与芒什省接壤。
与蒙贝特朗接壤的市镇（或旧市镇、城区）包括：比尔莱蒙、康波、拉费里耶尔阿朗、圣马丹德伯萨斯、吉尔贝维尔。
蒙贝特朗的时区为UTC+01:00、UTC+02:00（夏令时）。

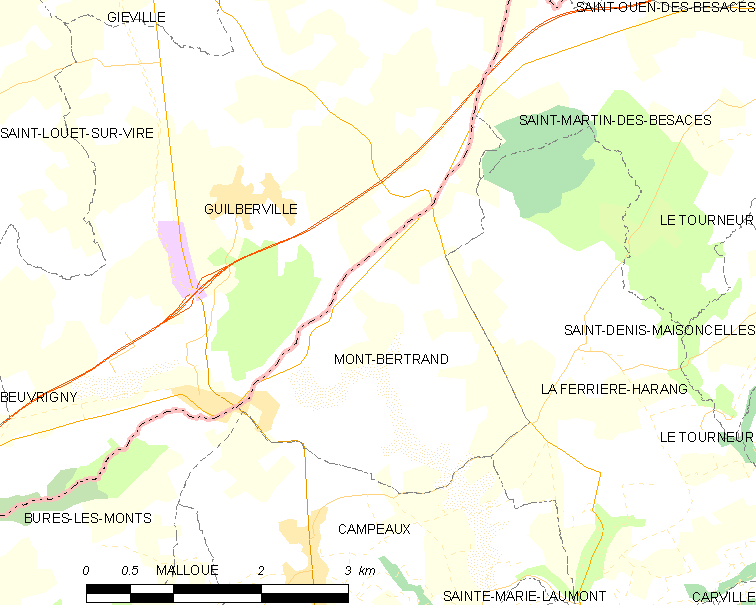
蒙贝特朗的OSM定位图

## 行政
蒙贝特朗的邮政编码为14350，INSEE市镇编码为14441。

## 政治
蒙贝特朗所属的省级选区为诺曼底地区孔代县。

## 人口

1962-2008年间蒙贝特朗人口变化图示

蒙贝特朗于2018年1月1日时的人口数量为248人。